# Files
|  | Per a altres significats, vegeu «Manuel Files». |

|  | Per a altres significats, vegeu «Files (Egipte)». |

Files (en llatí Phyles, en grec antic Φύλης), fill de Polignot, va ser un escultor grec nadiu d'Halicarnàs.
No es va descobrir el seu nom fins al segle xix, com a resultat de la troballa d'una inscripció a la base de dues estàtues, una que es va trobar a Astipalea que era la base d'una estàtua de bronze erigida en honor d'un ciutadà d'aquella illa, i una estàtua erigida a un ciutadà de Rodes i trobada a Delos.